# 羅禅征伐
羅禅征伐（ナソンせいばつ、朝鮮語: 나선정벌）は、朝鮮史の用語である。1652年から1689年の間にロシアの国境を警備していたコサックやロシア兵らがアムール川以北の清の領土を占有しようとし、ロシアと清の間に勃発した小規模ながら長期間の軍事衝突である清露国境紛争のうち、李氏朝鮮軍が参加した1654年と1658年の戦いを指す。

## 紛争の背景
羅禅（ナソン）はロシア人（Russian）を朝鮮漢字音に転記したものである。
ロシア人は黒龍江方面の資源を探索した中、1651年に黒龍江の右岸にアルバジン砦を築き、毛皮収集の拠点として活動した。そこで付近の狩猟民と紛争が生じたため、清軍との軍事衝突に発展した。翌年、ロシア人はウスリー川の河口に降りて砦を築き、松花江方面にも活動範囲を広げた。これに寧古塔にある清軍が攻撃し、追放を試みた。しかし、装備が古い清軍は銃砲を持ったロシア軍に敵わず、敗北した。

## 朝鮮の参戦

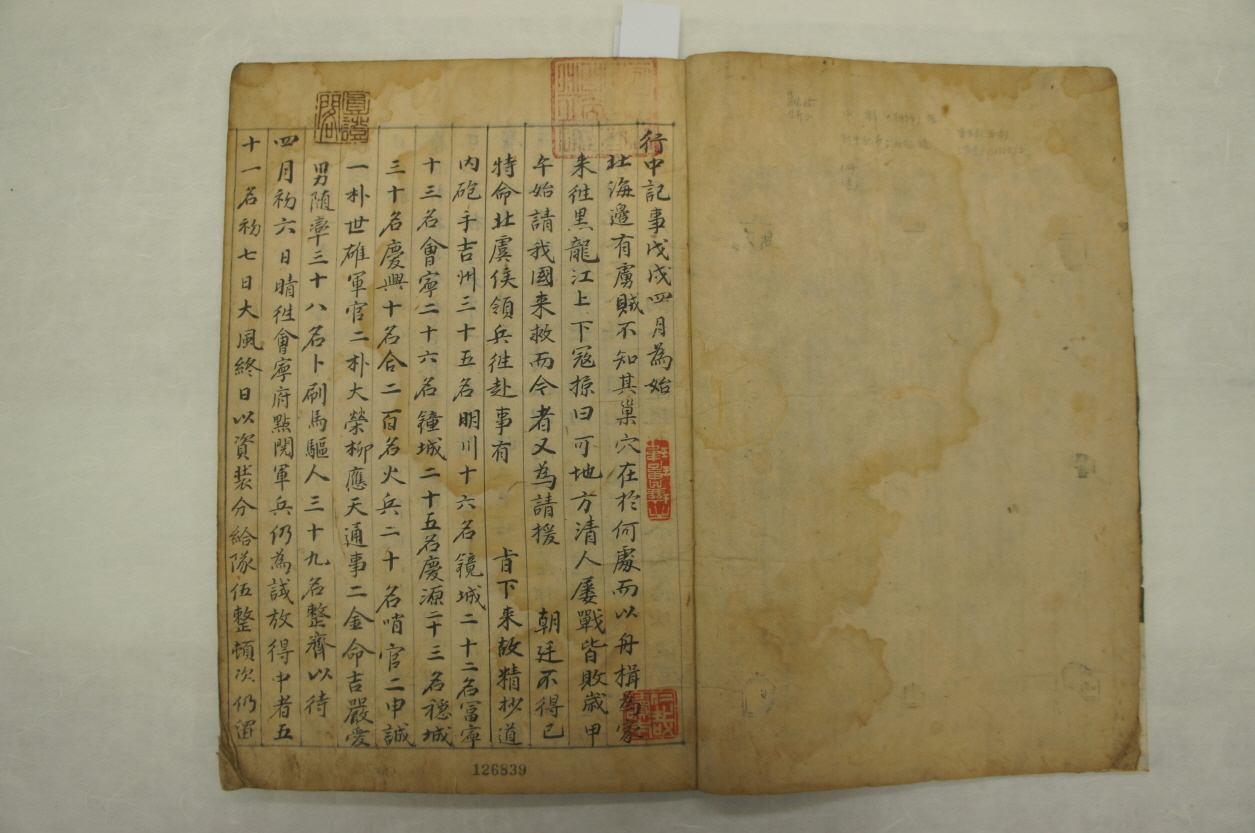
「北征録」申瀏（1619-1680）による貴重な従軍記録

1654年と1658年の間、朝鮮はこの紛争に巻き込まれ参戦した。この期間の、ロシアのコサック隊の指揮官はオヌフリー・ステパノフである。
清では朝鮮鳥銃軍の威力をよく知っていたので、1654年2月に清は使臣の韓巨源を朝鮮に送り、「鳥銃軍（朝鮮軍）100人を選び、会寧経由で3月10日までに寧古塔に送れ」という清の要求を伝達した。これに当時朝鮮国王の孝宗が「羅禅」がどんな国なのかと尋ねると、韓巨源は「寧古塔の近くに住む異人の国」と答えた。その後、朝鮮は領議政の鄭太和の意見に従って、咸鏡道兵馬虞侯辺岌を鳥銃軍の大将に推薦し、鳥銃軍100人と哨官・旗鼓手など50人余りを連れて出征させた。
漢城を出発した辺岌は、8日で寧古塔に到着し、清軍と合流した後に黒龍江方面に向かい、20日に曰可地方から船に乗って厚通江に到着したところ、ロシア軍と遭遇した。この時、ロシア軍は大きな船が13隻、小さな船が26隻だった。清の将軍の長寿が朝鮮軍を先鋒に立てようとすると、辺岌は「この小さな自皮船（船の名称）でどうしてそんな大きな西洋船を防ぐことができますか？」と拒否し、これを妥当と見なした長寿は厚通江の先住民300人と清軍300人でロシア軍を攻撃し、朝鮮軍には砲兵で支援射撃を任せた。攻撃が続くと、サイズが大きい西洋船は黒竜江の激しい荒波に勝てずに浮かんで行ってしまった。辺岌はその後寧古塔に帰還した。
第一次の羅禅征伐では、7日でロシア軍を敗退させ、朝鮮軍は5月16日に回軍し、6月に本国に凱旋した。清は朝鮮軍の火器の力に改めて驚いたという。
1658年3月に清は再び使臣の李一善を送り、「羅禅を再征服するので、5カ月分の兵糧を提供せよ」という清側の要求を伝え、朝鮮軍の派遣を要請した。朝鮮はこの要求に従い、恵山鎮僉使・申瀏を隊長にして鳥銃軍200人と哨官・旗鼓手など60人余りを連れて出征させた。朝鮮軍は5月に寧古塔に入り、清軍と合流した後黒龍江に出発した。6月、松花江と黒龍江が合流する場所でロシア軍と遭遇し、10余隻の船を前にして攻撃してくるロシア軍に銃と矢で戦い勝利を収めた。清軍は朝鮮軍を先鋒に立てようとしたが、朝鮮軍は小型船しか持っていないことから、ロシアの大型軍艦に対応できないため、取り消された。
船で待機していたロシア軍に向かって火矢で大きな混乱を与える奇襲戦法で、ロシア軍270人余りが戦死し、残党はすべて敗退した。朝鮮軍の朝鮮銃射撃に、ロシア人たちはすべて船の中に隠れており、朝鮮軍と清軍はロシアの軍艦に火をつけたが、ロシア船にのせられていた金銀財宝に目がくらんだ清軍総帥の長寿が船の火を消火させて戦利品を得るよう命じ、朝鮮兵士たちは慌てて火を消して再び船に帰るという無駄をしなければならなかった。その時隠れていたロシア人たちが射撃をしたため、多数の戦死者が出て、朝鮮軍にも8人が死んで、25人が負傷した。その後、朝鮮軍は反撃を加えてロシア人たちを全て殲滅した。清軍は朝鮮軍の遺体を火葬するよう命じたが、朝鮮軍は異国の地で埋葬することはあまりにも惨いことだとし、亡骸を朝鮮に送った。残軍は秋に寧古塔を経て朝鮮に帰った。

## 戦後の影響
2回に渡る羅禅征伐は孝宗が即位後から準備してきた北伐計劃をある程度実現したものと見られる。また、当時の朝鮮軍の射撃術と戦術が優れていたことを示した。
1686年に清軍がコサックが防衛するアルバジン砦を攻略したため、清とロシアの間は1689年にネルチンスク条約が締結され、ロシア・ツァーリ国はアルバジン要塞を含むアムール川一帯の領土をすべて失い、清とロシア・ツァーリ国の国境はアルグン川とスタノヴォイ山脈に決定された。1727年にキャフタ条約が締結され、モンゴル一帯の国境が確定され、ロシア人と清人との貿易が始まった。

## 文学・ドラマ
- 『北征録（朝鮮語版）』 - 申瀏の日記[3]。
- 『裴是愰伝』 - 朝鮮時代の小説[4]。
- 『馬医』（第七回）（韓国MBC、2012年10月1日 - 2013年3月25日）

## 参考資料
- 三上, 次男、神田, 信夫『東北アジアの民族と歴史』 3巻、山川出版社〈民俗の世界史〉、1989年。ISBN 4-634-44030-X。